# 阿卜丹
阿卜丹是伊朗的城市，位於該國西南部波斯灣和札格羅斯山脈之間的平原，由布什爾省負責管轄，距離首府布什爾130公里，海拔高度17米，2006年人口6,058，居民大多是波斯人。